# Bobby Smith
Robert Alfred Smith (22. februar 1933 – 18. september 2010) var en engelsk fodboldspiller. Han spillede for Tottenham Hotspur, Chelsea og Brighton & Hove Albion i hans 25-årige lange karriere. 
Han døde 18. september 2010 efter kort tids sydom på et hospital i Enfield, London.